# Лудвиг Томас Савойски-Соасон
Лудвиг Томас Савойски-Соасон/Каринян (на френски: Louis-Thomas de Savoie-Carignan, на италиански: Luigi Tommaso di Savoia-Soissons), граф на Соасон (* 15 декември 1657, Париж, Кралство Франция, † 24 август 1702, Ландау), е принц и военен, принадлежащ към Савоя-Соасон – кадетски клон на клона Савоя-Каринян.

## Произход
Неговият баща Евгений Маврикий Савойски-Соасон/Каринян – родоначалник на кадетския клон Савоя-Соасон и доблестен военачалник на служба при Луи XIV, живее във Франция и носи френската титла „Граф на Соасон“. Майка му Олимпия Манчини е една от племенниците на кардинал Мазарини, известна заедно със сестрите си и двете си братовчедки като Мазаринетки. Той е първото дете на двойката и има двама братя и три сестри:
- Филип (* 1659, † 1683), абат, известен като „Абатът на Соасон“
- Лудвиг Юлий (* 1660, † 1683), военен
- Емануил Филиберт (* 1662, † 1676), херцог на Дрьо
- Франц Евгений, принц на Савоя-Каринян (* 1663; † 1736), известен като принц Евгений, военачалник, изтъкнат фелдмаршал в армията на Свещената Римска империя и на австрийската династия Хабсбурги. Прочут като един от най-великите военни командири на своята епоха.
- Мария Жана (* 1665, † 1705), принцеса, мадмоазел дьо Соасон
- Луиза Филиберта (* 1667, † 1726), принцеса, мадмоазел дьо Каринян
- Франциска (* 1668, † 1671), принцеса, мадмоазел дьо Дрьо

Неговите братовчеди по майчина линия включват херцога на Вандом, както и херцога на Буйон и Луи Анри дьо Ла Тур д'Оверн. Неговите братовчеди по бащина линия са Виктор Амадей I, принц на Каринян, и Лудвиг Вилхелм, маркграф на Баден-Баден.

## Биография
Жени се за красивата Урания дьо Ла Крот дьо Бове, която Сен-Симон веднъж описва като „лъчезарна като славното утро“. Дъщеря им наследява имуществото на принц Евгений.
След смъртта на баща му през 1673 г. и бягството на майка му от Франция през 1680 г. поради участието й в скандалната Афера с отровите той и жена му са натоварени, заедно с баба му по бащина линия Мария дьо Бурбон-Соасон, с отглеждането на по-малките му братя и сестри. Евгений никога не забравя любящата родителска любов на двойката.
Получава поръчка като офицер във френската армия, но Луи XIV има любовни планове към жена му. Урания обаче отхвърля романтичните намеци на краля. Разгневен, кралят уволнява Лудвиг Томас от армията и когато последният потърсва позиция в чужбина, прекратява пенсията и дълговете му.
През 1699 г., почти банкрутирал, Лудвиг Томас търси помощта на по-малкия си брат Евгений във Виена. С негова помощ получава поръчка от Австрийската императорска армия. Той е убит по време на обсадата на Ландау срещу французите в началото на Войната за испанското наследство на 24 август 1702 г. Погребан е в базиликата Суперга в Торино. Наследен е от сина си Емануил Томас.

## Брак и потомство
∞ за Урания дьо ла Крот дьо Бове (* 1655, † 1717), от която има пет сина и две дъщери:
- Мария Анна Виктория (* 1683, †1763), мадмоазел дьо Соасон, наследява огромното богатство на чичо си Евгений Савойски; ∞ 17 април 1738 за принц Йозеф Фридрих фон Саксония-Хилдбургхаузен (1702–1787), от когото няма деца, развод 1752;
- Лудвиг Томас (* 1685, † 1695);
- Тереза Анна Луиза (* 1686, † 1736);
- Емануил Томас Амадей (* 8 декември 1687, Париж; † 28 декември 1729, Виена), граф на Соасон; ∞ за Мария Тереза фон Лихтенщайн;
- Маврикий (* 1690, † 1710);
- Евгений (* 1692, † 1712);
- Филип Емануил (* 1697, † 1762)